# Schachweltmeisterschaft 1910 (Lasker–Schlechter)
Bei der Schachweltmeisterschaft 1910 (Lasker–Schlechter) verteidigte der amtierende Schachweltmeister Emanuel Lasker seinen Titel erfolgreich gegen seinen Herausforderer Carl Schlechter.

## Vorgeschichte
Carl Schlechter galt als Meister des Positionsspiels. Seine Partien hatten eine für die damalige Zeit ungewöhnlich hohe Remisquote von fast 50 %.
Die Herausforderung Schlechters hatte Lasker schon nach seinem Wettkampf gegen Tarrasch akzeptiert.

## Organisation und Regeln
Das Match war auf zehn Partien angesetzt. Die ersten fünf davon wurden in Wien gespielt, die folgenden in Berlin. Bei einem 5:5 sollte Lasker seinen Titel behalten.
Die genauen Regelungen des Matches sind auch heute noch umstritten. Weit verbreitet ist die Vermutung, Schlechter hätte nach den ausgehandelten Bedingungen zum Gewinn einen Vorsprung von zwei Punkten benötigt, was sein riskantes Spiel in der letzten Partie (die er dann letztlich verlor) erklären würde. Andere Quellen geben an, Schlechter hätte im Falle eines Sieges einen Rückkampf gegen Lasker ausfechten müssen, um den Titel zu erringen; oder sie zweifeln, dass es sich überhaupt um einen Weltmeisterschaftskampf gehandelt habe.
Ein Bericht von Lasker für die New York Evening Post kurz vor dem Matchende widerspricht jedoch diesen Thesen:

„The match with Schlechter is nearing its end and it appears probable that for the first time in my life I shall be the loser. If that should happen a good man will have won the world championship.“

Ein historischer Roman befasste sich kapitelweise mit jeder einzelnen der 10 Partien im Kontext der Zeit und illustriert die spektakuläre Bedeutung dieses Matches anschaulich.

## Verlauf
Das Match dauerte vom 7. Januar bis zum 10. Februar. Die ersten vier Partien endeten remis, in der fünften Partie kam es zur Sensation, als Lasker mit Bauernplus auf Gewinn spielte, Schlechter nach zwei Bauernopfern aber mit Dame und Turm in seine Stellung eindrang und ihn besiegte.
In Berlin versuchte Lasker vier Partien lang vergeblich, seinen Rückstand wettzumachen. Um ein weiteres Remis gegen Schlechter zu vermeiden, verlegte sich Lasker in der letzten Partie z. T. auf waghalsige Manöver, nachdem auch Schlechter die Partie unternehmenslustig eröffnete. Nach wechselvollem Verlauf gelang Lasker noch der Ausgleich. Ausführlich wird die entscheidende letzte Partie im Artikel Lasker – Schlechter, Berlin 1910, 10. Wettkampfpartie beschrieben.
Das Ergebnis war: „Jeder gewann eine Partie, acht Partien wurden Remis und so endete der Kampf unentschieden.“ Der Weltmeistertitel verblieb daher weiterhin bei Lasker, der diese Position über einen Zeitraum von 27 Jahren (1894 bis 1921) behaupten konnte.
|            | 1 | 2 | 3 | 4 | 5 | 6 | 7 | 8 | 9 | 10 | Siege | Punkte |
| ---------- | - | - | - | - | - | - | - | - | - | -- | ----- | ------ |
| Lasker     | ½ | ½ | ½ | ½ | 0 | ½ | ½ | ½ | ½ | 1  | 1     | 5      |
| Schlechter | ½ | ½ | ½ | ½ | 1 | ½ | ½ | ½ | ½ | 0  | 1     | 5      |

### Partien

#### 5. Partie
|   | a | b | c | d | e | f | g | h |   |
| 8 |   |   |   |   |   |   |   |   | 8 |
| 7 |   |   |   |   |   |   |   |   | 7 |
| 6 |   |   |   |   |   |   |   |   | 6 |
| 5 |   |   |   |   |   |   |   |   | 5 |
| 4 |   |   |   |   |   |   |   |   | 4 |
| 3 |   |   |   |   |   |   |   |   | 3 |
| 2 |   |   |   |   |   |   |   |   | 2 |
| 1 |   |   |   |   |   |   |   |   | 1 |
|   | a | b | c | d | e | f | g | h |   |

Schlechter–Lasker 1:0
Wien, 22. Januar 1910
Spanische Partie (Berliner Verteidigung), C66
1. e4 e5 2. Sf3 Sc6 3. Lb5 Sf6 4. 0-0 d6 5. d4 Ld7 6. Sc3 Le7 7. Lg5 0-0 8. dxe5 Sxe5 9. Lxd7 Sfxd7 10. Lxe7 Sxf3+ 11. Dxf3 Dxe7 12. Sd5 Dd8 13. Tad1 Te8 14. Tfe1 Sb6 15. Dc3 Sxd5 16. Txd5 Te6 17. Td3 De7 18. Tg3 Tg6 19. Tee3 Te8 20. h3 Kf8 21. Txg6 hxg6 22. Db4 c6 23. Da3 a6 24. Db3 Td8 25. c4 Td7 26. Dd1 De5 27. Dg4 Ke8 28. De2 Kd8 29. Dd2 Kc7 30. a3 Te7 31. b4 b5 32. cxb5 axb5 33. g3 g5 34. Kg2 Te8 35. Dd1 f6 36. Db3 De6 37. Dd1 Th8 38. g4 Dc4 39. a4 Dxb4 40. axb5 Dxb5 41. Tb3 Da6 42. Dd4 Te8 43. Tb1 Te5 44. Db4 Db5 45. De1 Dd3 46. Tb4 c5 47. Ta4 c4 48. Da1 Dxe4+ 49. Kh2 Tb5 50. Da2 De5+ 51. Kg1 De1+ 52. Kh2 d5 53. Ta8 Db4 54. Kg2 Dc5 55. Da6 Tb8 56. Ta7+ Kd8 57. Txg7 Db6 58. Da3 Kc8 1:0

#### 10. Partie
|   | a | b | c | d | e | f | g | h |   |
| 8 |   |   |   |   |   |   |   |   | 8 |
| 7 |   |   |   |   |   |   |   |   | 7 |
| 6 |   |   |   |   |   |   |   |   | 6 |
| 5 |   |   |   |   |   |   |   |   | 5 |
| 4 |   |   |   |   |   |   |   |   | 4 |
| 3 |   |   |   |   |   |   |   |   | 3 |
| 2 |   |   |   |   |   |   |   |   | 2 |
| 1 |   |   |   |   |   |   |   |   | 1 |
|   | a | b | c | d | e | f | g | h |   |

Lasker–Schlechter 1:0
Berlin, 8. Februar 1910
Slawische Verteidigung, D11
1. d4 d5 2. c4 c6 3. Sf3 Sf6 4. e3 g6 5. Sc3 Lg7 6. Ld3 0-0 7. Dc2 Sa6 8. a3 dxc4 9. Lxc4 b5 10. Ld3 b4 11. Sa4 bxa3 12. bxa3 Lb7 13. Tb1 Dc7 14. Se5 Sh5 15. g4? Lxe5? 16. gxh5 Lg7 17. hxg6 hxg6 18. Dc4? Lc8! 19. Tg1 Da5+ 20. Ld2 Dd5 21. Tc1 Lb7 22. Dc2 Dh5 23. Lxg6 Dxh2 24. Tf1 fxg6 25. Db3+ Tf7 26. Dxb7 Taf8 27. Db3 Kh8 28. f4 g5 29. Dd3 gxf4 30. exf4 Dh4+ 31. Ke2 Dh2+ 32. Tf2 Dh5+ 33. Tf3 Sc7 34. Txc6 Sb5 35. Tc4 Txf4 36. Lxf4 Txf4 37. Tc8+ Lf8 38. Kf2? Dh2+ 39. Ke1 Dh1+! 40. Tf1 Dh4+ 41. Kd2 Txf1 42. Dxf1 Dxd4+ 43. Dd3 Df2+ 44. Kd1 Sd6 45. Tc5 Lh6 46. Td5 Kg8 47. Sc5 Dg1+ 48. Kc2 Dc1+ 49. Kb3 Lg7 50. Se6 Db2+ 51. Ka4 Kf7 52. Sxg7 Dxg7 53. Db3 Ke8 54. Db8+ Kf7 55. Dxa7 Dg4+ 56. Dd4 Dd7+ 57. Kb3 Db7+ 58. Ka2 Dc6 59. Dd3 Ke6 60. Tg5 Kd7 61. Te5 Dg2+ 62. Te2 Dg4 63. Td2 Da4 64. Df5+ Kc7 65. Dc2+ Dxc2+ 66. Txc2+ Kb6 67. Te2 Sc8 68. Kb3 Kc6 69. Tc2+ Kb7 70. Kb4 Sa7 71. Kc5 1:0